# Université Saint Mary's

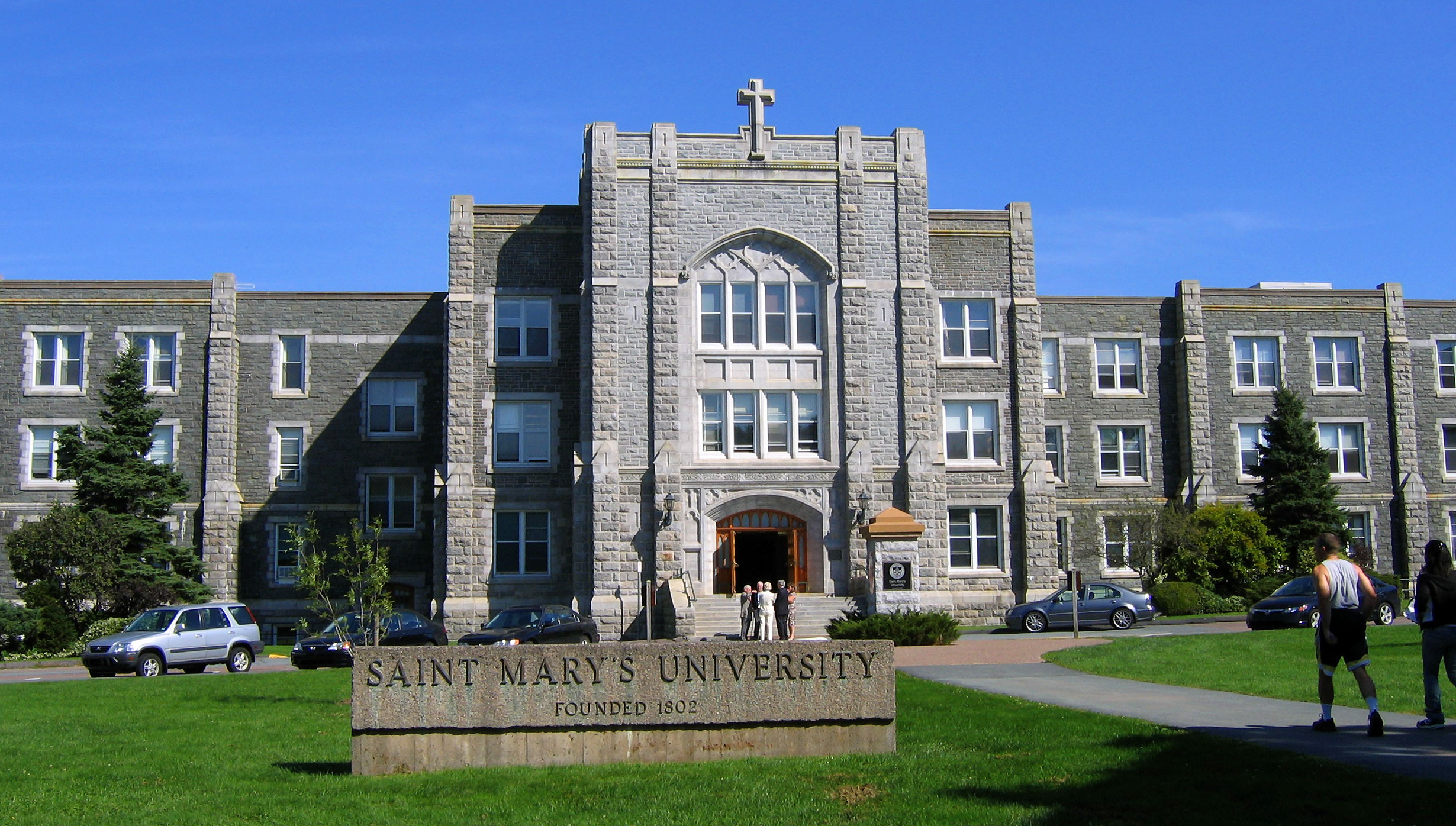
Entrée principale de l'université

L’Université Saint Mary's (en anglais : Saint Mary’s University) est une université canadienne située à Halifax, en Nouvelle-Écosse. Elle a été fondée en 1802 mais n' a obtenu qu'en 1851 la charte du roi de Grande Bretagne afin de décerner des titres universitaires.  

## Anciens étudiants renommés
- Louise Edwards (1978-), astronome canadienne
- Kennedy Francis Burns (1842–1895), homme politique
- Jacques Monet (1930–), historien et professeur canadien
- Nancy Teed (1949–1993), femme politique